# آنتونی لیستر
آنتونی لیستر (متولد ۱۹۸۰) یک هنرمند معاصر استرالیایی است. لیستر در نوجوانی به جنبش هنر خیابانی در شهر خود بریزبن و بعداً در حومه داخلی سیدنی و ملبورن کمک کرد. سبک هنری او از زغال چوب، اکریلیک، رنگ اسپری و روغن استفاده می‌کند.
لیستر در سال ۱۹۸۰ در بریزبن استرالیا به دنیا آمد و در حومه کپرا بزرگ شد. لیستر به مدرسه ایالتی میچلتون و سپس دبیرستان ایالتی میچلتون رفت.